# European Film Awards 2021
La 34ª cerimonia degli European Film Awards si è tenuta l'11 dicembre 2021 a Berlino. A causa della pandemia di CoViD-19 in corso, l'evento si è svolto soltanto parzialmente dal vivo, con i presentatori (capitanati da Annabelle Mandeng) e alcuni ospiti di persona, e i nominati in collegamento.
Le candidature delle categorie principali sono state annunciate il 9 novembre 2021.

## Vincitori e candidati
I vincitori sono indicati in grassetto; a seguire gli altri candidati.

### Miglior film
- Quo vadis, Aida?, regia di Jasmila Žbanić ( Bosnia ed Erzegovina,  Austria,  Paesi Bassi,  Francia,  Polonia,  Norvegia,  Germania,  Romania,  Turchia)
- Scompartimento n. 6 - In viaggio con il destino (Hytti nro 6), regia di Juho Kuosmanen ( Finlandia,  Russia,  Estonia,  Germania)
- The Father - Nulla è come sembra (The Father), regia di Florian Zeller ( Regno Unito,  Francia)
- È stata la mano di Dio, regia di Paolo Sorrentino ( Italia)
- Titane, regia di Julia Ducournau ( Francia,  Belgio)

### Miglior commedia
- Ninjababy, regia di Yngvild Sve Flikke ( Norvegia)
- Belle Fille, regia di Méliane Marcaggi ( Francia)
- Sentimental, regia di Cesc Gay ( Spagna)

### Miglior regista
- Jasmila Žbanić - Quo vadis, Aida?
- Radu Jude - Sesso sfortunato o follie porno (Babardeală cu bucluc sau porno balamuc)
- Florian Zeller - The Father - Nulla è come sembra (The Father)
- Paolo Sorrentino - È stata la mano di Dio
- Julia Ducournau - Titane

### Miglior attrice
- Jasna Đuričić - Quo vadis, Aida?
- Seidi Haarla - Scompartimento n. 6 - In viaggio con il destino (Hytti nro 6)
- Carey Mulligan - Una donna promettente (Promising Young Woman)
- Renate Reinsve - La persona peggiore del mondo (Verdens verste menneske)
- Agathe Rousselle - Titane

### Miglior attore
- Anthony Hopkins - The Father - Nulla è come sembra (The Father)
- Jurij Borisov - Scompartimento n. 6 - In viaggio con il destino (Hytti nro 6)
- Vincent Lindon - Titane
- Tahar Rahim - The Mauritanian
- Franz Rogowski - Große Freiheit

### Miglior sceneggiatura
- Florian Zeller e Christopher Hampton - The Father - Nulla è come sembra (The Father)
- Radu Jude - Sesso sfortunato o follie porno (Babardeală cu bucluc sau porno balamuc)
- Paolo Sorrentino - È stata la mano di Dio
- Jasmila Žbanić - Quo vadis, Aida?
- Joachim Trier e Eskil Vogt - La persona peggiore del mondo (Verdens verste menneske)

### Miglior fotografia
- Crystel Fournier - Große Freiheit

### Miglior montaggio
- Mucharam Kabulova - Ada (Razžimaja kulaki)

### Miglior scenografia
- Márton Ágh - Természetes fény

### Migliori costumi
- Michael O'Connor - Ammonite - Sopra un'onda del mare (Ammonite)

### Miglior trucco
- Flore Masson, Olivier Afonso e Antoine Mancini - Titane

### Miglior colonna sonora
- Nils Petter Molvær e Peter Brötzmann - Große Freiheit

### Miglior sonoro
- Gisle Tveito e Gustaf Berger - De uskyldige

### Migliori effetti visivi
- Peter Hjorth e Fredrik Nord - Lamb

### Miglior rivelazione
- Una donna promettente (Promising Young Woman), regia di Emerald Fennell (Regno Unito/USA)
- Beginning (Dasats'q'isi), regia di Dea K'ulumbegashvili (Georgia, Francia)
- Dýrið, regia di Valdimar Jóhannsson (Islanda/Polonia/Svezia)
- Il patto del silenzio - Playground (Un monde), regia di Laura Wandel (Belgio)
- Pleasure, regia di Ninja Thyberg (Svezia/Paesi Bassi/Francia)
- Kitoboy, regia di Philipp Yuryev (Russia/Polonia/Belgio)

### Miglior documentario
- Flee (Flugt), regia di Jonas Poher Rasmussen (Danimarca/Francia/Svezia/Norvegia)
- Babij Jar. Kontekst, regia di Serhij Loznycja (Paesi Bassi/Ucraina)
- Herr Bachmann und seine Klasse, regia di Maria Speth (Germania)
- Il ragazzo più bello del mondo (The Most Beautiful Boy in the World), regia di Kristina Lindström e Kristian Petri (Svezia)
- Taming the Garden, regia di Salomé Jashi (Svizzera/Germania/Georgia)

### Miglior film d'animazione
- Flee (Flugt), regia di Jonas Poher Rasmussen ( Danimarca/ Francia/ Svezia/ Norvegia)
- Apstjärnan, regia di Linda Hambäck ( Svezia/ Norvegia/ Danimarca)
- Lizzy e Red - Amici per sempre (I mysi patrí do nebe), regia di Denisa Grimmová e Jan Bubeníček ( Rep. Ceca/ Francia/ Polonia/ Slovacchia)
- Anna Frank e il diario segreto (Where Is Anne Frank), regia di Ari Folman ( Belgio/ Lussemburgo/ Francia/ Paesi Bassi// Israele)
- Wolfwalkers - Il popolo dei lupi (Wolfwalkers), regia di Tomm Moore e Ross Stewart ( Irlanda/ Lussemburgo/ Francia)

### Miglior cortometraggio
- Nanu Tudor, regia di Olga Lucovnicova (Ungheria, Portogallo/ Belgio/Moldavia)
- Bella, regia di Thelyia Petraki (Grecia)
- Pa vend, regia di Samir Karahoda (Kosovo)
- Easter Eggs (On Good Friday), regia di Nicolas Keppens (Belgio/Francia/Paesi Bassi)
- In Flow of Words, regia di Eliane Esther Bots (Paesi Bassi)

### European University Film Award
- Flee (Flugt), regia di Jonas Poher Rasmussen (Danimarca/Francia/Svezia/Norvegia)
- Apples (Mīla), regia di Chrīstos Nikou (Grecia/Polonia/Australia/Slovenia)
- Große Freiheit, regia di Sebastian Meise (Austria/Germania)
- La scelta di Anne - L'Événement (L'Événement), regia di Audrey Diwan (Francia)
- Quo vadis, Aida?, regia di Jasmila Žbanić (Bosnia ed Erzegovina, Austria/Paesi Bassi/Francia/Polonia/Norvegia/Germania/Romania/Turchia)

### Premio del pubblico
- Quo vadis, Aida?, regia di Jasmila Žbanić (Bosnia ed Erzegovina, Austria/Paesi Bassi/Francia/Polonia/Norvegia/Germania/Romania/Turchia)
- Flee (Flugt), regia di Jonas Poher Rasmussen (Danimarca/Francia/Svezia/Norvegia)
- Große Freiheit, regia di Sebastian Meise (Austria/Germania)

### Young Audience Award
- Flukten over grensen, regia di Johanne Helgeland (Norvegia)
- Pinocchio, regia di Matteo Garrone (Italia/Francia)
- Wolfwalkers - Il popolo dei lupi (Wolfwalkers), regia di Tomm Moore e Ross Stewart (Irlanda/Lussemburgo/Francia)

### Premio alla carriera
- Márta Mészáros

### Miglior contributo europeo al cinema mondiale
- Susanne Bier

### Miglior co-produttore europeo
- Maria Ekerhovd

### Miglior narrazione innovativa
- Steve McQueen per Small Axe